# سرگرم‌کننده (فیلم)
سرگرم‌کننده (به هندی: Majaal) یا مجال فیلمی محصول سال ۱۹۸۷ و به کارگردانی کی. باپایا است. در این فیلم بازیگرانی همچون جیتندرا، جایا پرادا، سری دوی، آسرانی، پریم چوپرا، قادرخان، راضا مراد، آنجانا ممتاز ایفای نقش کرده‌اند.